# Poncins
Poncins és un municipi francès situat al departament del Loira i a la regió d'Alvèrnia-Roine-Alps. L'any 2007 tenia 836 habitants.

## Demografia

### Població
El 2007 la població de fet de Poncins era de 836 persones. Hi havia 316 famílies de les quals 60 eren unipersonals (36 homes vivint sols i 24 dones vivint soles), 108 parelles sense fills, 132 parelles amb fills i 16 famílies monoparentals amb fills.
La població ha evolucionat segons el següent gràfic:
Habitants censats

### Habitatges
El 2007 hi havia 395 habitatges, 316 eren l'habitatge principal de la família, 51 eren segones residències i 28 estaven desocupats. 394 eren cases i 1 era un apartament. Dels 316 habitatges principals, 272 estaven ocupats pels seus propietaris, 39 estaven llogats i ocupats pels llogaters i 5 estaven cedits a títol gratuït; 1 tenia una cambra, 7 en tenien dues, 39 en tenien tres, 90 en tenien quatre i 179 en tenien cinc o més. 267 habitatges disposaven pel capbaix d'una plaça de pàrquing. A 106 habitatges hi havia un automòbil i a 195 n'hi havia dos o més.

### Piràmide de població
La piràmide de població per edats i sexe el 2009 era:
| Homes | Edats   | Dones |
| ----- | ------- | ----- |
| 0     | 95 o +  | 0     |
| 0     | 90 a 94 | 0     |
| 4     | 85 a 89 | 4     |
| 4     | 80 a 84 | 0     |
| 4     | 75 a 79 | 12    |
| 8     | 70 a 74 | 16    |
| 12    | 65 a 69 | 24    |
| 16    | 60 a 64 | 20    |
| 24    | 55 a 59 | 4     |
| 40    | 50 a 54 | 24    |
| 32    | 45 a 49 | 20    |
| 40    | 40 a 44 | 40    |
| 32    | 35 a 39 | 36    |
| 32    | 30 a 34 | 32    |
| 12    | 25 a 29 | 12    |
| 8     | 20 a 24 | 12    |
| 16    | 15 a 19 | 28    |
| 40    | 10 a 14 | 16    |
| 32    | 5 a 9   | 40    |
| 24    | 0 a 4   | 24    |

## Economia
El 2007 la població en edat de treballar era de 547 persones, 411 eren actives i 136 eren inactives. De les 411 persones actives 381 estaven ocupades (218 homes i 163 dones) i 30 estaven aturades (11 homes i 19 dones). De les 136 persones inactives 50 estaven jubilades, 43 estaven estudiant i 43 estaven classificades com a «altres inactius».

### Ingressos
El 2009 a Poncins hi havia 339 unitats fiscals que integraven 894,5 persones, la mediana anual d'ingressos fiscals per persona era de 18.889 €.

### Activitats econòmiques
Dels 24 establiments que hi havia el 2007, 1 era d'una empresa extractiva, 1 d'una empresa de fabricació d'altres productes industrials, 9 d'empreses de construcció, 4 d'empreses de comerç i reparació d'automòbils, 2 d'empreses de transport, 5 d'empreses de serveis, 1 d'una entitat de l'administració pública i 1 d'una empresa classificada com a «altres activitats de serveis».
Dels 8 establiments de servei als particulars que hi havia el 2009, 4 eren paletes, 3 fusteries i 1 electricista.
L'any 2000 a Poncins hi havia 26 explotacions agrícoles que ocupaven un total de 754 hectàrees.

## Equipaments sanitaris i escolars
El 2009 hi havia una escola elemental.

## Poblacions més properes
El següent diagrama mostra les poblacions més properes.